# Arizona Wildcats (honkbal)
Het Arizona Wildcats-honkbalteam vertegenwoordigt de Universiteit van Arizona in NCAA Division I-honkbal. Ze komen uit in de Pac-12 Conference. In het seizoen 2025 zullen de Wildcats uitkomen in de Big 12 Conference. De Wildcats spelen hun wedstrijden in Hi Corbett Field. Sinds juli 2021 is Chip Hale de coach van de Arizona Wildcats.

## Geschiedenis
De Arizona Wildcats speelden in 1904 hun eerste wedstrijd. In de 100-jarige historie werd acht keer de College World Series bereikt, en werd bij vier deelnames het nationale kampioenschap gewonnen: in 1976, 1980, 1986 en in 2012.

### 2024
Op 18 mei kroonden de Wildcats zich tot kampioen in de Pac-12 Conference door de Oregon State Beavers in de beslissende wedstrijd te verslaan. 33 van de 53 wedstrijden in het reguliere seizoen werden gewonnen. Coach Chip Hale werd verkozen tot Pac-12 Conference coach van het jaar.

## Stadion
Sinds 2012 spelen de Wildcats hun wedstrijden in Hi Corbett Field. Voordat de Wildcats het stadion in gebruik namen was het terrein de spring-training-locatie van de Colorado Rockies. Het stadion heeft een capaciteit van 9.500.

## Oud-spelers in de MLB
In 2020 waren er in de historie van de Wildcats 247 spelers van de Wildcats geselecteerd in de Major League Baseball draft. 74 daarvan haalden de MLB.